# Ichimura Atsushi
Atsushi Ichimura (市村 篤司 Ichimura Atsushi, sinh ngày 18 tháng 11 năm 1984 ở Eniwa, Hokkaidō) là một cầu thủ bóng đá người Nhật Bản thi đấu cho Kamatamare Sanuki.

## Thống kê sự nghiệp câu lạc bộ
Cập nhật đến ngày 23 tháng 2 năm 2017.
| Thành tích câu lạc bộ | Thành tích câu lạc bộ | Thành tích câu lạc bộ | Giải vô địch | Giải vô địch | Cúp                   | Cúp                   | Tổng cộng | Tổng cộng |
| Mùa giải              | Câu lạc bộ            | Giải vô địch          | Số trận      | Bàn thắng    | Số trận               | Bàn thắng             | Số trận   | Bàn thắng |
| Nhật Bản              | Nhật Bản              | Nhật Bản              | Giải vô địch | Giải vô địch | Cúp Hoàng đế Nhật Bản | Cúp Hoàng đế Nhật Bản | Tổng cộng | Tổng cộng |
| --------------------- | --------------------- | --------------------- | ------------ | ------------ | --------------------- | --------------------- | --------- | --------- |
| 2003                  | Consadole Sapporo     | J2 League             | 5            | 0            | 3                     | 1                     | 8         | 1         |
| 2004                  | Consadole Sapporo     | J2 League             | 34           | 1            | 0                     | 0                     | 34        | 1         |
| 2005                  | Roasso Kumamoto       | JRL                   | 10           | 1            | 1                     | 0                     | 11        | 1         |
| 2006                  | Roasso Kumamoto       | JFL                   | 32           | 2            | 3                     | 0                     | 35        | 2         |
| 2007                  | Roasso Kumamoto       | JFL                   | 31           | 1            | 1                     | 0                     | 32        | 1         |
| 2008                  | Roasso Kumamoto       | J2 League             | 38           | 1            | 1                     | 0                     | 39        | 1         |
| 2009                  | Roasso Kumamoto       | J2 League             | 48           | 2            | 1                     | 0                     | 49        | 2         |
| 2010                  | Roasso Kumamoto       | J2 League             | 17           | 2            | 0                     | 0                     | 17        | 2         |
| 2011                  | Roasso Kumamoto       | J2 League             | 35           | 1            | 1                     | 0                     | 36        | 1         |
| 2012                  | Roasso Kumamoto       | J2 League             | 25           | 1            | 1                     | 0                     | 26        | 1         |
| 2013                  | Yokohama FC           | J2 League             | 7            | 0            | 0                     | 0                     | 7         | 0         |
| 2014                  | Yokohama FC           | J2 League             | 30           | 2            | 0                     | 0                     | 30        | 2         |
| 2015                  | Yokohama FC           | J2 League             | 36           | 0            | 2                     | 0                     | 38        | 0         |
| 2016                  | Yokohama FC           | J2 League             | 29           | 0            | 2                     | 0                     | 31        | 0         |
| Tổng                  | Tổng                  | Tổng                  | 377          | 14           | 16                    | 1                     | 393       | 15        |